# Georgij Nikolaenko
Georgij Nikolaenko (Kropyvnyc'kyj, 1º novembre 1946) è un attore e regista sovietico.

## Filmografia parziale

### Regista
- Šёl četvёrtyj god vojny (1983)
- Dos'e čeloveka v 'Mersedese' (1986)